# Ідра
Ідра (грец. Ύδρα) — один з Саронічних островів між Саронічною та Арголідською затоками в Греції. Ідра знаходиться поблизу східного узбережжя півострова Пелопонес і відділена від нього затокою Ідра.

## Історія
Ідра була заселена у візантійську добу. Про це свідчать вази і монети, виявили в районі Епіскопі. Втім за даними археологічних розкопок, існують свідоцтва розселення на сотрові землеробців та скотарів, починаючи з другої половини 3 тисячоліття до нашої ери. В античну добу острів мав назву Гідреа, або Гідра, яка походить від грецького слова вода.
Острів має низку прекрасних бухт і природних гаваней, а також високий рівень мореплавної культури, що робить острів одним з популярних центрів для яхтингу. На Ідрі розташована база міжнародного яхт-клубу Каміні в однойменному порту.
На острові також діє близько 300 церков і 6 монастирів. Два найбільші монастирі — пророка Іллі та монастир Святої Євпраксії, розташований на пагорбі, що підноситься над головною гаванню. Найдавніша обитель — монастир Успіння Богородиці, в якому нині зберігається гробниця Лазароса Кунтуріотіса, заможного мореплавця, мешканця Ідри, який пожертвував усі свої статки на підтримку визвольної війни проти османського панування 1821 року, аби озброїти грецький флот. Серед уродженців Ідри й інші герої революції 1821 року: М'яуліс, Томбазіс, Вульгаріс, Цамадос, Крізіс, а також Павлос Кунтуріотіс — прем'єр-міністр Греції. Із закінченням революції і створенням незалежної Грецької держави, Ідра поступово втратила свої морські позиції в східній частині Егейського моря, і основою економіки острова став рибний промисел.